# Boulangerit
Boulangerit je sulfidni mineral, svinčev antimonov sulfid s kemijsko formulo Pb5Sb4S11. Ime je dobil leta 1837 v čast francoskemu rudarskemu inženirju  Charlesu Boulangerju (1810–1849). Mineral tvori kovinsko sive ortorombske kristale.  Kristali včasih tvorijo fino, peresno lahko maso, ki so jo imenovali plumozit in šteli za poseben mineral. Boulangerit je ena od svinčevih rud.